# 立小曲

卡爾·施皮茨韋格立小曲

立小曲是一首短小的歌曲或音乐作品，通常由演奏者在特定的场合为唯一一名听者表现。因为在这种情况的演奏场所没有坐位，故此立小曲大多是被站立着演奏的，并由此得名。小夜曲是立小曲的一种，是后者在晚间被演奏时的称谓。   
在中世纪的恋歌传统中，立小曲主要是用于求爱，歌者用竖琴或籟琴为自己伴奏。这种传统由来已久：爱人阳台前的立小曲是欧洲中文化最受欢迎的意象，在艺术歌曲（舒伯特所作"Ständchen"）和流行曲目中都有被表现。 
在表达爱意之外，预备或即兴的立小曲也可以在很多其它主题场合被表现，如为了生日、婚礼或母亲节等。